# Весілля на Різдво
«Весілля на Різдво» — телевізійна романтична комедія Майкла Зінберга, ролі у якому виконали Дін Кейн, Сара Полсон та Ерік Мабіус.

## Сюжет
Сара та Бен познайомились два роки тому на Різдво. Вони вирішують одружитися саме в цей день. За кілька днів до церемонії молода жінка вирушає у відрядження і з того моменту починаються виникати проблеми. І всі клопоти лягають на плечі Бена. До того ж Емілі може не встигнути на власне весілля.

## У ролях
| Актор            | Роль          |
| ---------------- | ------------- |
| Дін Кейн         | Такер         |
| Сара Полсон      | Емілі         |
| Ерік Мабіус      | Бен           |
| Річард Бекберн   | Роберт        |
| Рейган Пастернак | Джилл         |
| Арт Гіндл        | Джек          |
| Луїс Пітр        | Бет           |
| Мімі Кузик       | Кетрін        |
| Джордж Буза      | Великий татко |

## Створення фільму

### Виробництво
Зйомки фільму проходили в Галіфаксі, Канада.

### Знімальна група
- Кінорежисер — Майкл Зінберг
- Сценаристи — Річард Крей, Метт Дорфф
- Кінопродюсер — Майкл Магоні
- Композитор — Девід Шварц
- Кінооператор — Дерек Ундершульц
- Кіномонтаж — Стівен Ленг
- Художник-постановник — Девід Бакем
- Підбір акторів — Forrest & Forrest[1].

## Сприйняття
Фільм отримав змішані відгуки. На сайті Rotten Tomatoes оцінка стрічки становить 32 % від глядачів із середньою оцінкою 2,8/5 (55 голосів). Фільму зарахований «розсипаний попкорн» від глядачів, Internet Movie Database — 5,5/10 (507 голосів).